# De Providentia

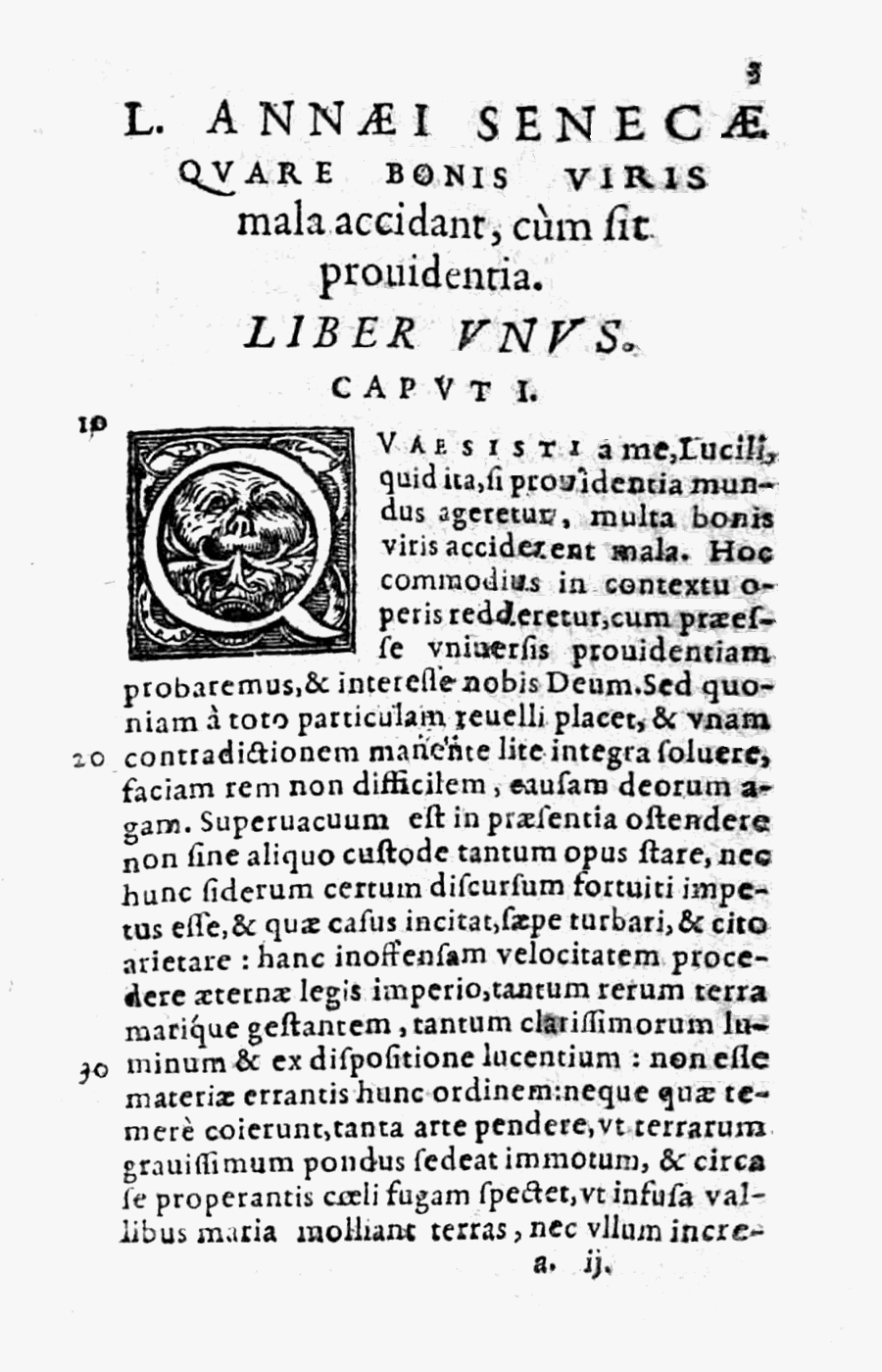
Edição de 1594, publicada por Jean Le Preux

De Providentia ("Sobre a Providência Divina") é uma obra em latim do filósofo estoico Sêneca (4 a.C.-65 d.C.).  A obra é um ensaio em forma de diálogo em seis breves seções, escrito por Sêneca nos últimos anos de sua vida. Trata do problema da coexistência da providência divina com o mal no mundo. Foi endereçado a Lucílio, também destinatário das 124 cartas morais escritas por Sêneca.
O título completo da obra é “Quare bonis viris multa mala accidant, cum sit providentia” ("Por que infortúnios atingem os homens de bem, mesmo existindo a providência"). Este título mais longo reflete o verdadeiro tema do ensaio, que não se preocupa tanto com a providência, mas com a teodiceia e a questão de por que coisas ruins acontecem com as pessoas boas.

## Tema e estrutura
O diálogo é iniciado por Lucílio reclamando com seu amigo Sêneca que adversidades e infortúnios também podem acontecer com homens bons. Como isso pode se encaixar com a bondade associada ao desígnio da providência? Sêneca responde de acordo com o ponto de vista estoico. Nada realmente ruim pode acontecer com o homem bom (o sábio), porque os opostos não se misturam. O que parece adversidade é na verdade um meio pelo qual o homem exerce as suas virtudes. Como tal, ele pode sair da experiência mais forte do que antes pois as calamidades não passam de desafios impostos aos homens de valor, para que se fortaleçam. Sêneca afirma que o homem de bem ''considera todas as desgraças como exercícios para sua própria firmeza” (§II, 2).
Assim, em perfeita harmonia com a filosofia estoica, Sêneca explica que o homem verdadeiramente sábio jamais poderá se render diante das desgraças, mas que como sempre passará por elas e mesmo que caia, continuará lutando de joelhos ("si cecidit de genu pugnat"). O sábio compreende a Fortuna e seu desígnio, e por isso não tem nada a temer do futuro. Tampouco tem expectativa de qualquer coisa, pois já tem tudo o que precisa: sua a virtude.
Sêneca não se apóia exclusivamente no estoicismo, mas também nas lições de sua vida gloriosa e atribulada, em que não faltaram desafios. Sobre a Providência Divina foi escrito pouco tempo antes de Sêneca ser condenado a cometer suicídio por ordem de Nero. Antes Sêneca fora condenado à morte (e perdoado) por Calígula e também a oito anos de exílio pelo imperador Cláudio. Semanas antes de seus exílio Sêneca sofreu com a morte de seu único filho, ainda criança. Conhecendo sua história, as palavras têm relevância e sabor especial.

## Trechos
Sêneca torna o texto interessante graças a seu estilo persuasivo e poético, repleto de figuras de linguagem, parábolas e anedotas edificantes e enfáticas de personagens da antiguidade. O recurso, no entanto, o que se tomou sua marca foi o uso esmerado de frases curtas e pungentes, de muito efeito e alta expressividade, em forma de provérbios: 
“força e coragem definham sem um antagonista”(§II);
“a má Fortuna que descobre gloriosos exemplos.”(§III);
“o desastre é a oportunidade da virtude”(§IV);

### Traduções
- Alexandre Pires Vieira. Sobre a providência divina. 2020, Montecristo Editora. ISBN 9781619651845